# گل‌مغربی صورتی
گل‌مغربی صورتی (نام علمی: Oenothera speciosa)، گونه‌ای از خانواده گل‌مغربیان است که با نام‌های رایج مختلفی از جمله بانوصورتی، گل مغربی صورتی، گل مغربی خوش‌نما، گل مغربی مکزیکی و آلاله (که نباید با آلاله‌های واقعی از جنس آلاله اشتباه گرفته شود) شناخته می‌شود.

## شرح
گل‌مغربی صورتی یک گل وحشی چندساله علفی است. ساقه‌های آن بدون کرک (صاف) تا کرک‌دار است که تا ارتفاع ۵۰ سانتی‌متر رشد می‌کنند. برگ‌های کرک‌دار آن متناوب با دمبرگ بسیار کوتاه یا بدون دمبرگ (بی‌ساقه) هستند و از ۱۰ سانتی‌متر طول تا ۴ سانتی‌متر عرض دارند. شکل آنها از خطی تا تخم‌مرغی متغیر است و دندانه‌دار یا دارای لبه موج‌دار هستند. این گیاه گل‌های فنجانی شکل، تکی و چهار گلبرگی در محور برگ‌های بالایی تولید می‌کند. این گل‌های صورتی صدفی معطر در طول تابستان تا اوایل پاییز شکوفا می‌شوند. گل‌های ۴ تا ۵ سانتی‌متری در ابتدا سفید هستند و با افزایش سن صورتی می‌شوند.
گلوگاه گل‌ها، و همچنین کلاله‌ها و پرچم‌ها، رنگ زرد ملایمی دارند. این گیاه هم در روز و هم در شب شکوفا می‌شود، اما معمولاً در ساعات قبل از طلوع آفتاب و وقتی خورشید کامل به آنها می‌رسد، بسته می‌شوند. آنها از ماه مارس تا جولای و گاهی اوقات در پاییز شکوفا می‌شوند. گل‌ها محل رفت و آمد چندین گونه از حشرات هستند، اما شب‌پره‌ها رایج‌ترین آنها هستند زیرا گل‌ها بیشتر در شب باز هستند.

## طبقه‌بندی
نام خاص آن، اسپسیوزا (speciosa)، به معنای «پر زرق و برق» است.
این گیاه ممکن است به عنوان آلاله شناخته شود، اگرچه یک آلاله واقعی (جنس آلاله) یا حتی از خانواده آلالگان نیست.

### جوره‌ها
این گونه دارای جوره‌های زیر است:[۲]
- گل‌مغربی صورتی جوره برلندیری (berlandieri)
- گل‌مغربی صورتی جوره چایلدزی (childsii)
- گل‌مغربی صورتی جوره خوش‌نما

## پراکندگی و زیستگاه

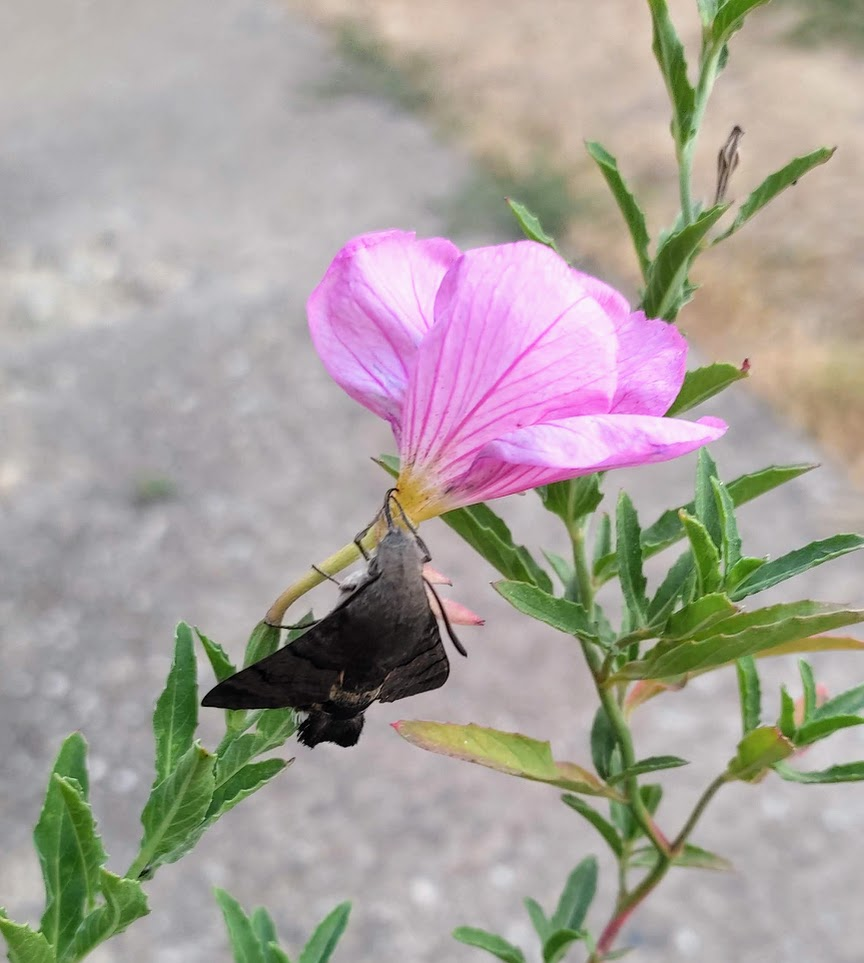
نمونه‌ای از بازشاپرک مگس‌مرغی که در گل‌مغربی صورتی گیر کرده است.

این گیاه که در اصل بومی علفزارهای کانزاس، میزوری، نبراسکا، شمال‌شرقی نیومکزیکو، اکلاهما و تگزاس است، در ۲۸ ایالت از ۴۸ ایالت جنوبی ایالات‌متحده و همچنین در چی‌واوا و کواویلا در مکزیک بومی‌سازی شده است. این گیاه اغلب از باغ‌ها گریخته است.
زیستگاه وحشی این گیاه شامل مرغزار سنگی، جنگل‌های باز، دامنه‌ها، کنار جاده‌ها، مراتع و مناطق دست‌نخورده است. اگرچه این گیاه یک گیاه باغی جذاب است، اما باید مراقب آن بود زیرا می‌تواند تهاجمی شود و از طریق دستک و بذرها گسترش یابد. این گیاه مقاوم در برابر خشکسالی است، خاک سست و با زهکشی سریع و آفتاب کامل را ترجیح می‌دهد. این گیاه یک زمین‌پوش است.
گل‌مغربی صورتی در عرض‌های جغرافیایی معتدل به‌عنوان یک گیاه زینتی استفاده می‌شود، اما در زمستان‌های سخت دوام نمی‌آورد. در آب و هوای منطقه مقاومتی وزارت کشاورزی ایالات‌متحده، یعنی آب و هوای ۴ تا ۹، و در بیشتر مناطق اروپای مرکزی، این گونه باید به اندازه کافی مقاوم باشد. در اروپا گزارش شده است که این گیاه باعث مرگ بازشاپرک مگس‌مرغی اوراسیایی هنگام جستجوی غذا در گل می‌شود.

## کاربردها
قسمت‌های سبز گیاه را می‌توان پخت یا به‌عنوان سالاد مصرف کرد؛ طعم آن زمانی که قبل از شکوفه دادن برداشت شود، دلپذیر است.[6]

## نگارخانه

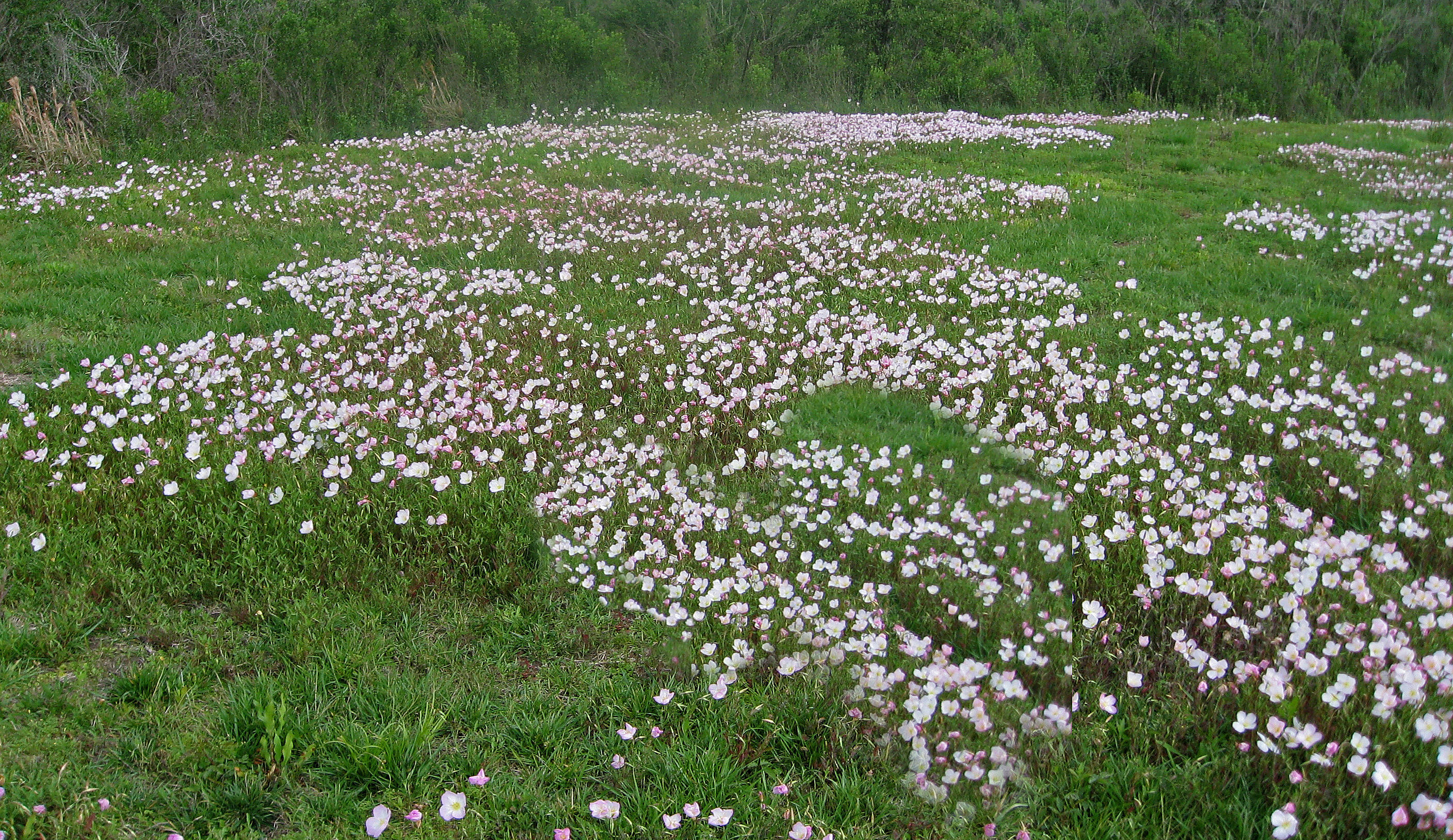
دشتی از گل‌مغربی صورتی
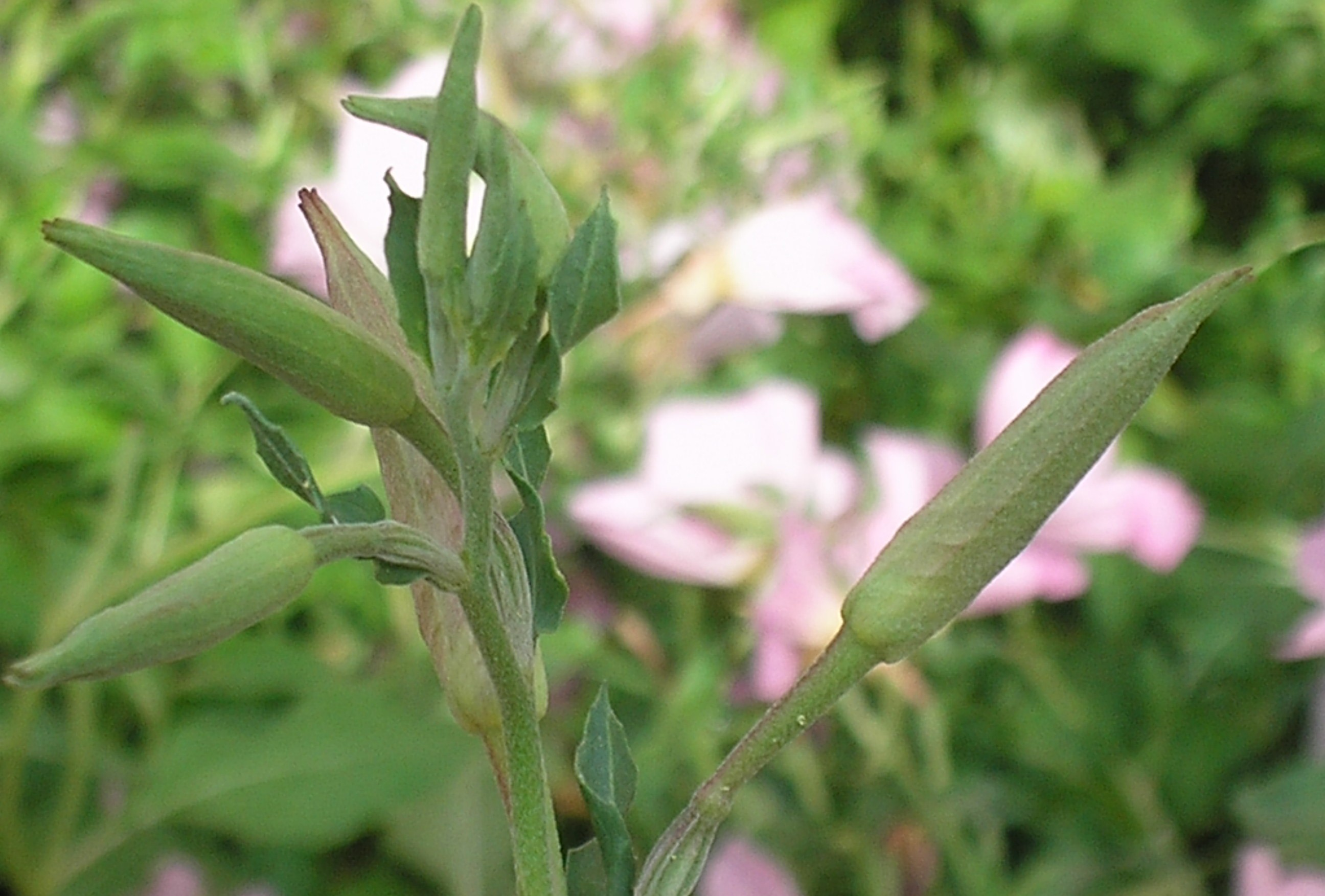
غنچه‌های باز نشده
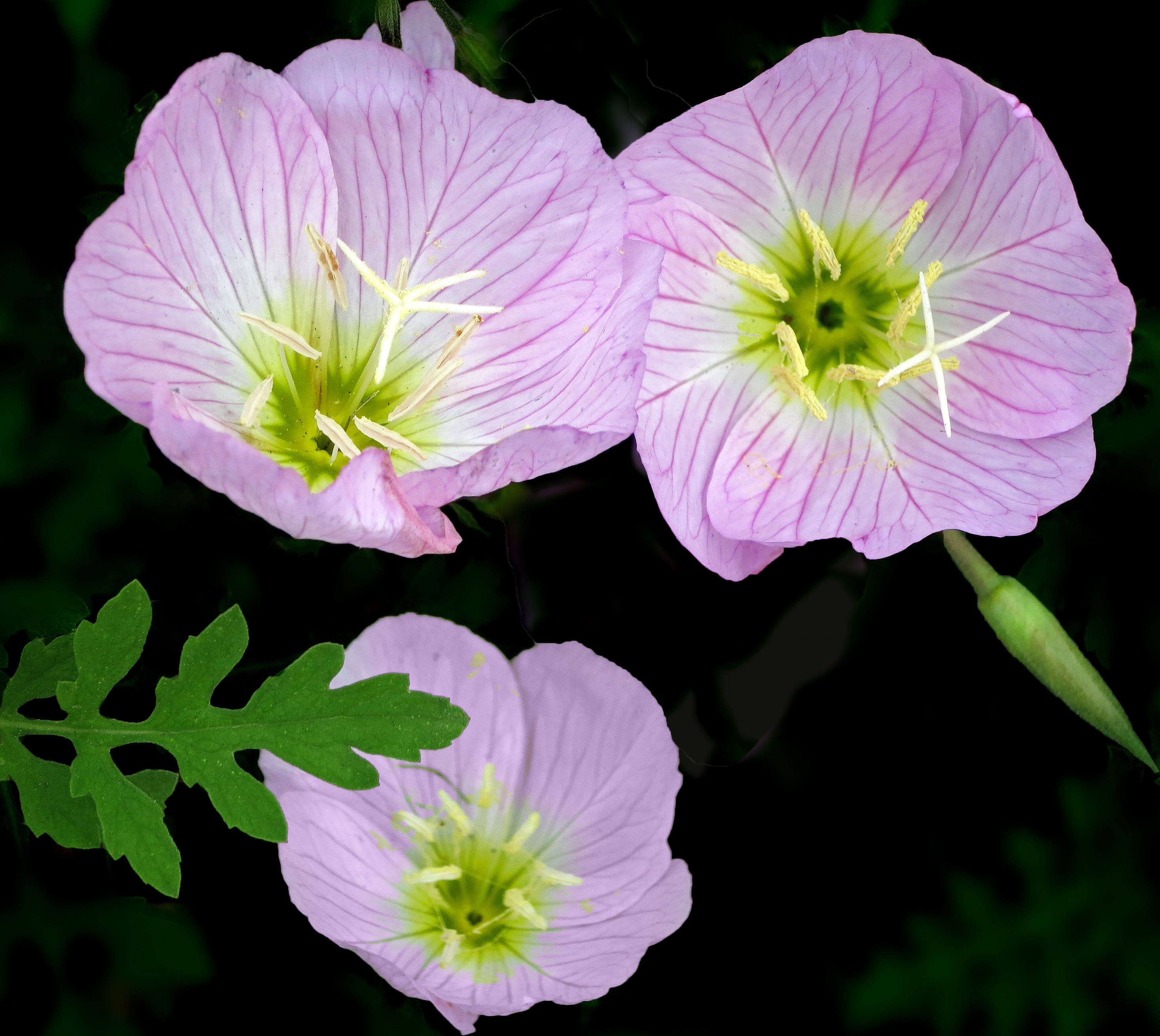
گل‌های صورتی
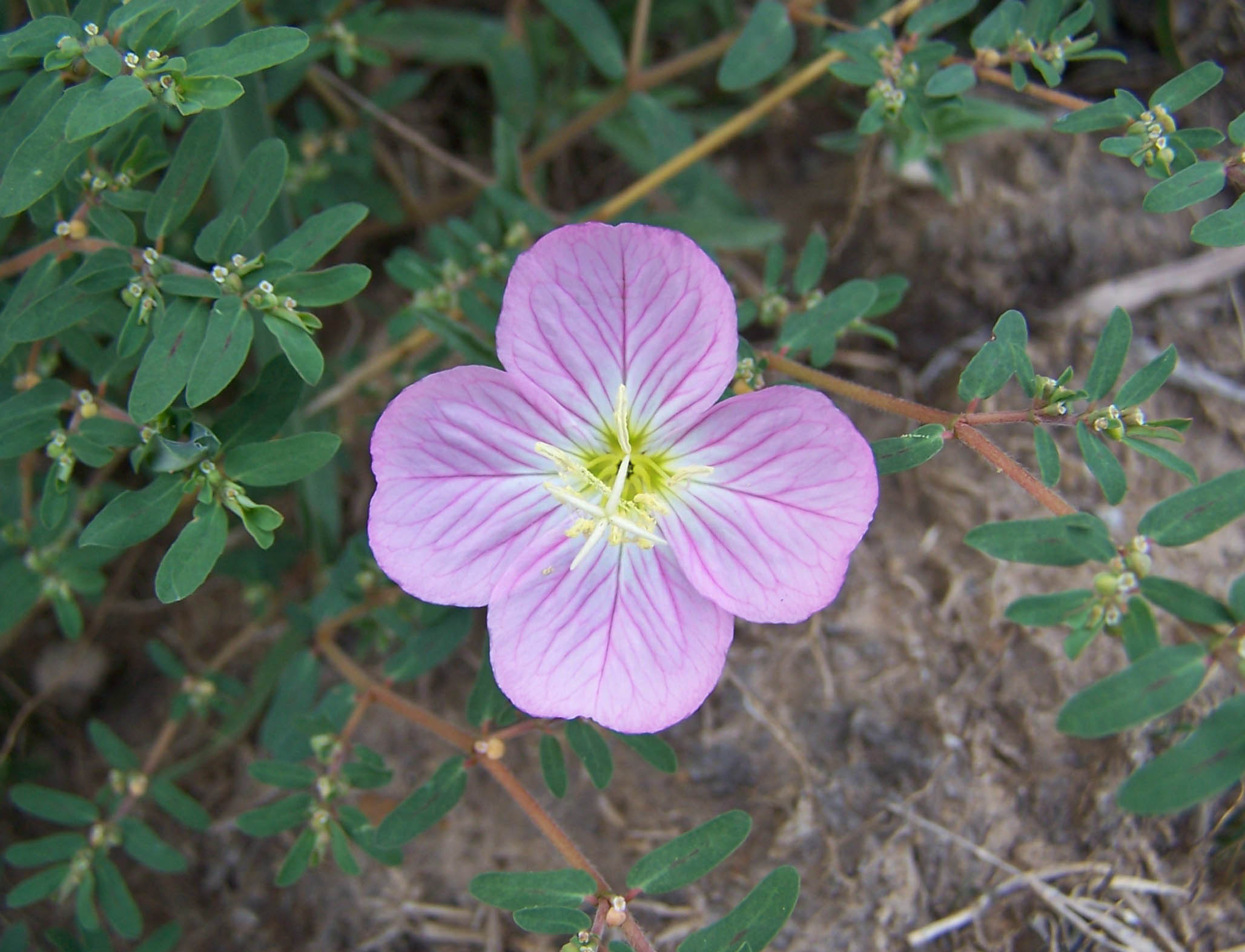
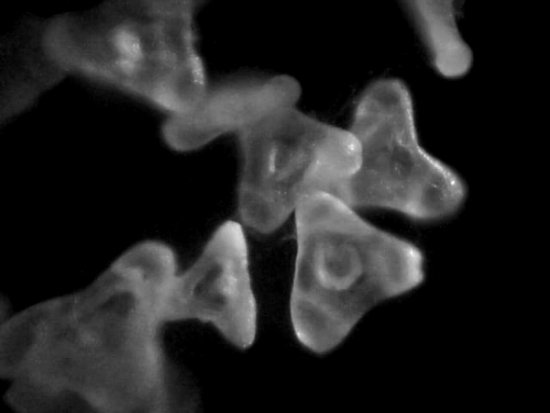
گرده‌ها در بزرگنمایی ۲۰۰ برابر